# Бафомет

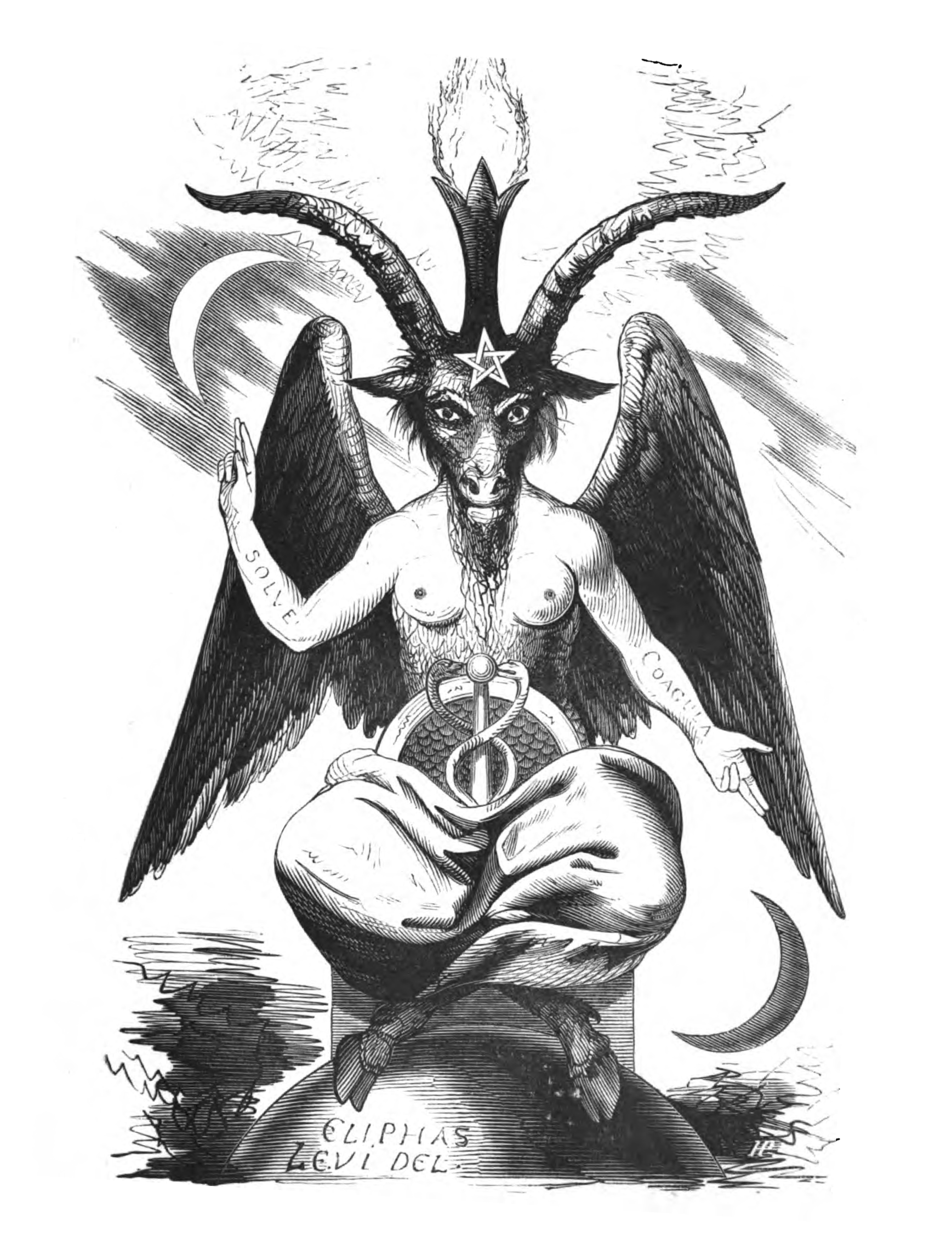
Бафомет Элифаса Леви. На руках у изображенного существа написаны латинские слова SOLVE (РАСТВОРЯЙ) и COAGULA (СГУЩАЙ)

Бафоме́т (англ. Baphomet; лат. Baphometh) — философский, алхимический, эзотерический символ, аллегорическая фигура. Изображался в антропоморфном виде, содержащим в себе неортодоксальные элементы, связанные с гностическими учениями. Е. П. Блаватская утверждала, что «эзотерически и филологически это слово никогда не означало „козёл“, ни даже что-либо столь вещественное, как идол. Этот термин означал, согласно фон Хаммеру, „крещение“ или посвящение в Мудрость».
В процессе против Ордена тамплиеров в 1307 году используется в качестве имени одного из сатанинских божеств, которому, согласно расследованию инквизиции, поклонялись на тайных ритуалах рыцари. Исторически подтвердить или опровергнуть обвинение не представляется на данный момент возможным. В Бафомете священники увидели самого дьявола и обвинили тамплиеров в ереси, после чего глава ордена Жак де Моле и всё его руководство были сожжены на костре, а остальные сбежали.
Существует высокая вероятность, что поклонение тамплиеров Бафомету было надуманным, и эту информацию специально распространяли сами инквизиторы, чтобы найти повод обвинить тамплиеров в ереси, и тем самым решить те проблемы, которые создавал их орден для власти короля Франции Филиппа IV и самой Римской Церкви.
В новейшей истории данного демона «воскресил» Элифас Леви, изобразив его на XV аркане своей колоды Таро, на карте, соответствующей дьяволу. Впервые в истории в открытом источнике она появилась на страницах его книги «Ритуал и догма высшей магии». Это было андрогинное существо с головой козла и копытами, на руках которого был написан алхимический девиз «Solve et Coagula», что в переводе означает «растворяй и сгущай». До основания Церкви Сатаны «сигил Бафомета» нигде не упоминался и тем более не считался основным символом сатанизма.

## Бафомет и тамплиеры
Во время процесса тамплиеров (1307—1314) некоторые члены ордена под пытками сказали, что якобы поклонялись «Бафомету». Между тем, хотя учение тамплиеров несколько отличалось от христианского, и у них были и свои символы и свои ритуалы, реальными причинами роспуска тамплиеров были их богатства и влияние. Не исключено, что большая часть приписываемых тамплиерам грехов, в том числе поклонение коту или человеческой голове, была выдумана их обвинителями. Не имеет параллелей в религиозных традициях мира и приписывавшийся тамплиерам культ Бафомета. Существует версия, что имя этого демона стало следствием искажения имени Магомета на окситанском языке, допущенное трубадуром Гавауданом в 1195 году в поэме «Senhors, per los nostres peccatz». В сохранившихся документах процесса также упоминается, что храмовники поклонялись идолам не только «Бафомета», но и «Яллы», то есть как Магомету, так и Аллаху.

## Бафомет Элифаса Леви
Изображение Бафомета в виде существа с головой козла сделано Элифасом Леви. На руках у изображённого животного написаны латинские слова SOLVE (распадаться) и COAGULA (застывать). Изображение — наиболее популярный облик демона — это символ жажды и «порождения мудрости».
- Голова козла
- Тело женщины (материнство)
- Раздвоенные копыта
- Пара крыльев
- Факел на голове
- Чешуя на теле
- Кадуцей, объединяющий мужскую сексуальную потенцию с четырьмя элементами и интеллектом.

## Сигил Бафомета
Символом сатанизма этот символ стал после того, как Лавей сделал его символом Церкви Сатаны, его популяризация как символа сатанизма произошла во многом благодаря журналистам. Сейчас «Сигил Бафомета» является основным символом сатанизма.

Сигил Бафомета — официальный символ Церкви Сатаны

Сигил Бафомета (англ. The Sigil of Baphomet) представляет собой пятиконечную звезду с тремя вершинами, указующими вниз (перевёрнутую пентаграмму) со вписанной в неё головой козла. Сигил Бафомета является официальным символом Церкви Сатаны. Сигил Бафомета как символ сатанизма начал использоваться только после появления Церкви Сатаны и выпуска Сатанинской библии.
Первое подобие изображения «Сигила Бафомета» (это была козлиная морда в пентаграмме) появилось в книге Освальда Вирта, посвящённой масонству, но источник изображения не был указан. Более приближенное изображение в виде козлиной морды в пентаграмме, обведённой двумя окружностями с надписью «Левиафан» между ними, появилось в книге Морисса Бэсси «Иллюстрированная история магии и сверхъестественного» (издана на французском: Histoire en 1000 Images de la Magie, Editions du Pont Royal, 1961; издана на английском в 1964). Однако в этой книге это изображение нигде не обозначено как знак или «сигила Бафомета». Как раз этот рисунок из книги Морисса Бэсси и послужил основой для создания сегодняшнего сигила Бафомета, используемого Церковью Сатаны. Для этого пентаграмму сделали геометрически правильной, в две окружности вписали искажённые еврейские буквы, а морда козла, в свою очередь, была прорисована заново (особое внимание было уделено выражению глаз).

## Использование символа Церковью Сатаны
Сначала созданный оригинал символа Бафомета использовался при создании алтарных плит, которыми пользовались только местные члены Церкви Сатаны (с февраля 1970 года плитами стали пользоваться все её члены). В 1968 году этот символ появился на пластинке «Сатанинская месса», которая была выпущена организацией. Дизайн конверта пластинки был сделан Хьюго Зорилла (псевдоним Лавея), а в примечаниях, составленных Франклином Кинкэдом, было сказано, что «Сатанинский символ, Бафомет» был заимствован у тамплиеров.
Широкой общественности символ Бафомета стал известен с изданием в 1969 году «Сатанинской библии». Символ был размещён на обложке и на первой странице раздела, посвящённого сатанинскому ритуалу. В «Сатанинской библии» этот символ был также впервые назван знаком Бафомета. Впоследствии этот символ использовался при создании личных медальонов членов Церкви Сатаны и использовался во всех материалах, выпускаемых ею. В книге «Сатанинские ритуалы» символ именуется уже «Символ Бафомета» или «Сигил Бафомета», а не «Знак Бафомета».
В 1981 году Церковью Сатаны была подана заявка, а в 1983 году была получена торговая марка на использование этого символа. По заказу Лавея компания Hell’s Kitchen Productions, Inc. разработала медальоны со слегка внесёнными изменениями в символ — еврейские буквы между кругами были не контурированными, а заполненными краской. Эта версия используется на сайте организации.

## Скульптуры
В 2014 году организация секулярных активистов «Сатанинский храм» начала сбор денег через краудфандинговый сайт Indiegogo на «Статую Бафомета». Статуя представляла собой скульптуру Сатаны в образе Бафомета и двоих детей в позе обожания по бокам от него. Первоначально статую планировалось установить на Капитолии штата Оклахома рядом со стоящим там памятником Десяти заповедям «в качестве посвящения американской свободе вероисповедания и толерантности», но разрешение на это не было получено. Открытие бронзового Бафомета высотой 2,7 метра и массой в одну тонну состоялось 25 июля 2015 года в промышленном здании в Детройте. В церемонии приняло участие около 700 человек, каждый из которых должен был в обмен на пригласительный билет «продать душу Сатане».
В настоящее время статуя экспонируется в галерее искусств города Сейлем (Массачусетс).
В 2017 году в городе Белл-Плейн была установлена Чаша мудрости Бафомета — мемориал, заказанный Сатанинским храмом и посвящённый погибшим солдатам.

## В культуре
Фильм «Бафомет», снятый в 2020 году.